# کاترین لوید برنس
کاترین لوید برنس (انگلیسی: Catherine Lloyd Burns؛ زادهٔ ۱۹ آوریل ۱۹۶۱) یک هنرپیشه اهل ایالات متحده آمریکا است.
او در فیلم دنیای بزرگسالان، فداکاری و مافیا! بازی کرده است.